# Барцев, Рафаил Андреевич
Рафаил Андреевич Барцев (1839—1901) — российский чиновник, действительный статский советник.

## Биография

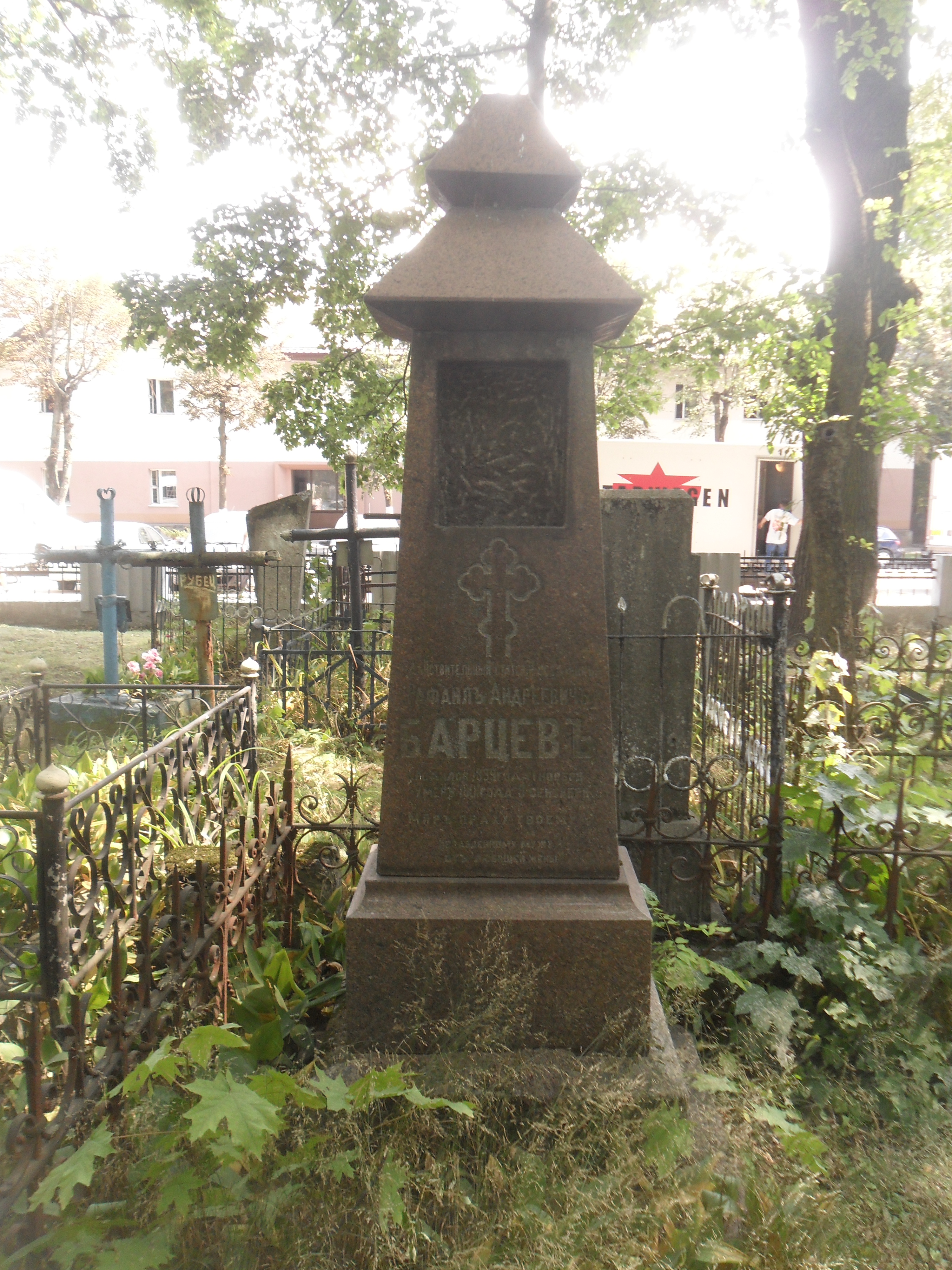
Могила Барцева на Военном кладбище Минска.

Родился 1 ноября 1839 года в Ярославской губернии в семье священника (диакона).
В 1862 году окончил курс наук в Ярославской духовной семинарии.
В 1865 году был зачислен в штаб Московского военного округа, ему был присвоен гражданский чин коллежского регистратора. Позднее работал аудитором в различных воинских подразделениях и учреждениях.
В 1874 году был присвоен гражданский чин коллежского асессора.
Сведений о его дальнейшей службе недостаточно. Известно, что в 1884—1892 гг. он руководил Третьим хозяйственным отделением Главного управления военно-учебных заведений и что службу закончил в чине действительного статского советника.
Скончался 8 сентября 1901 года, 11 сентября 1901 года похоронен на Военном кладбище Минска.